# Vlado Perlemuter
Vlado (Władysław) Perlemuter (ur. 26 maja 1904 w Kownie, zm. 4 września 2002 w Neuilly-sur-Seine) – francuski pianista. 
Jego rodzina, o polsko-żydowskich korzeniach, osiadła we Francji w 1907 roku. Studiował w Konserwatorium Paryskim u Maurycego Moszkowskiego i Alfreda Cortot. Poznał Maurice’a Ravela i został jednym z pierwszych wykonawców jego twórczości. 
W czasie wojny ścigany przez Gestapo, uciekł do Szwajcarii. W 1951 powrócił do Francji i objął klasę fortepianu w Konserwatorium. Zasiadł w jury VII Konkursu Chopinowskiego.